# Thomas Archer Hirst

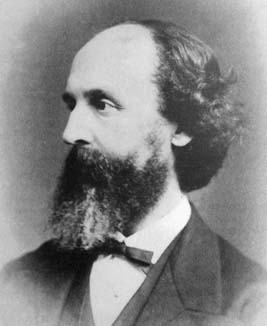
Thomas A. Hirst

Thomas Archer Hirst (* 22. April 1830 in Heckmondwike, Yorkshire; † 16. Februar 1892 in London) war ein englischer Mathematiker.
Hirst wurde 1852 an der Philipps-Universität Marburg promoviert. 1865 wurde er Professor für Physik am University College London (UCL) und wurde 1867 Nachfolger von Augustus de Morgan auf dem Lehrstuhl für Mathematik am UCL. 1873 wurde er Director of Studies am Royal Naval College, Greenwich. Hirst studierte Mathematik an verschiedenen europäischen Universitäten und hinterließ darüber eine Reihe aufschlussreicher Tagebücher (veröffentlicht von Gardner, Wilson in American Mathematical Monthly 1993).
Hirst war Mitglied der Royal Society, der British Association for the Advancement of Science, der London Mathematical Society und Fellow der Royal Astronomical Society.
1883 wurde er mit der Royal Medal der Royal Society ausgezeichnet.

## Schriften
- Ueber conjugirte Diameter im dreiaxigen Ellipsoid. Inaugural-Dissertation, welche mit Genehmigung der philosophischen Facultät zu Marburg zur Erlangung der Doctorwürde einreicht Thomas Archer Hirst aus England. Marburg, Druck und Papier von Joh. Aug. Koch. 1852. [20 Seiten; Doktorvater: Friedrich Ludwig Stegmann].